# 美藤大樹
美藤 大樹（びとう たいき、1月27日 - ）は、日本の声優、舞台俳優。福岡県出身。sitoa所属。

## 略歴
中学時代に野球をやっていたこともあり、高校でも野球部に入ろうとしていたが、練習に参加できるのを後に知ったことにより、その後に友人からの勧めで演劇の道に進んだと語っている。
ヒューマンアカデミー渋谷校出身。青二プロダクション（ジュニア）に所属していた。
2020年1月1日、2019年12月31日をもって青二プロダクションを退所したことをTwitterで報告した。フリーランスでの活動ののち、2021年12月10日、新設の声優事務所sitoa所属を発表した。

## 人物
趣味は散歩とMinecraft、特技には野球と逆立ち歩行をそれぞれ挙げている。

## 出演
太字はメインキャラクター。

### テレビアニメ
- ONE PIECE（2016年、部下）
- 妖怪アパートの幽雅な日常（2017年、クラスメート男子、お客さん）
- カードキャプターさくら クリアカード編（2018年、生徒）
- ゲゲゲの鬼太郎（第6作）（2019年、若者）

### 劇場アニメ
- ONE PIECE STAMPEDE（2019年）[6]

### ゲーム
- 三国大戦スマッシュ（2016年、劉曄）
- ナイツクロニクル（2018年、デイモス[7]）
- バトル オブ ブレイド（2018年、リンドグレン）
- Readyyy!（2019年、折笠凛久[8]）
- 恋の花咲く百花園（2020年、青柳朔良[9]）
- 蒼空ファンタジー（2021年、クラス：司祭[10]）
- モンスターストライク（2024年、富田勢源[11]）

### 吹き替え
- 雪の女王 新たなる旅立ち（工員）

### ラジオ・動画
※はインターネット配信。
- 青山二丁目劇場内オリジナルドラマ「五七五、ああ五七五、五七五」（七緒、2016年8月21日、文化放送）
- 青山二丁目劇場内オリジナルドラマ「コノユビトマレ」（槙原、2018年11月26日、文化放送）

### 舞台
- スプリングマン・不滅の恋人（澄夫）
- AiiA 2.5 Theater Tokyo
  - ママと僕たち（バブーズJr.）
  - ママと僕たち 〜おべんきょイヤイヤBABYS〜（バブーズJr.）

### デジタルコミック
- はろー!マイベイビー（萩野真生[12]）
- ボーイフレンド（武井柚琉[13]）

### 朗読劇
- 朗読劇「三つ編みの結び目」（2020年10月10.11日））
- 学園祭「飛鳥祭」朗読「猫を描いた子供」「幽霊滝の伝説」「神々の国の首都」「狐 」（2021年10月、白珠玉[14]）
- 朗読劇｢はじまりの一歩」（2022年5月24日）
- 朗読劇「オセロの法則」　（2023年8月3-6日）
- 読演劇「あの星に願いを」（2023年7月15日）
- 朗読劇「青野くんに触りたいから死にたい」presented by eeo Stage（2024年9月11日 - 16日）[15]

### テレビ番組
※はインターネット配信。
- 世界ふしぎ発見！（2017年6月3日、TBSテレビ）

### その他コンテンツ
- 美藤大樹のマイペース・マイスペース（SHOWROOM、パーソナリティ）
- マガツノート（2022年 - 2024年、家康[16]）

## ディスコグラフィ

### キャラクターソング
| 発売日   | 商品名                                  | 歌 | 楽曲                                                      | 備考                     |
| 2018年   | 2018年                                  | 2018年 | 2018年                                                    | 2018年                   |
| -------- | --------------------------------------- | --- | --------------------------------------------------------- | ------------------------ |
| 4月14日  | Readyyy! Project                        | Just 4U | 「大胆不敵に恋したい」                                    | ゲーム『Readyyy!』関連曲 |
| 6月3日   | Readyyy! Project 第2弾                  | Just 4U | 「DOKI DOKI」                                             | ゲーム『Readyyy!』関連曲 |
| 9月22日  | Readyyy! Project 第3弾                  | Just 4U | 「Four JUMP」                                             | ゲーム『Readyyy!』関連曲 |
| 2019年   |                                         | |                                                           |                          |
| 3月27日  | Readyyy! Selections                     | SP!CA、摩天ロケット、Just 4U、RayGlanZ、La-Veritta                                                                                               | 「Special Medley」                                        | ゲーム『Readyyy!』関連曲 |
| 8月17日  | Readyyy! 第4弾                          | Just 4U | 「特別すぎる関係」 「nineteen! feat.Just 4U -short ver-」 | ゲーム『Readyyy!』関連曲 |
| 2021年   |                                         | |                                                           |                          |
| 12月22日 | Readyyy! 第5弾                          | Just 4U | 「Style」                                                 | ゲーム『Readyyy!』関連曲 |
| 12月22日 | RE:motion                               | SP!CA、摩天ロケット、Just 4U、RayGlanZ、La-Veritta                                                                                               | 「RE:motion」                                             | ゲーム『Readyyy!』関連曲 |
| 2022年   |                                         | |                                                           |                          |
| 6月22日  | Readyyy! T.O.P Idol SHOW!! EP           | Team Flame (上條雅楽（榊原優希）, 折笠凛久（美藤大樹）, 碓井千紘（小野将夢）, 宗像十夜（近衛秀馬）, 久瀬光希（住谷哲栄） , 錦戸佐門（長谷徳人）) | Mr. LaseR                                                 | ゲーム『Readyyy!』関連曲 |
| 2023年   |                                         | |                                                           |                          |
| 7月30日  | Are you Readyyy？                       | SP!CA、摩天ロケット、Just 4U、RayGlanZ、La-Veritta                                                                                               | 「Are you Readyyy？」                                     | ゲーム『Readyyy!』関連曲 |
| 8月2日   | マガツノート 1st Single「DEVIL ASYLUM」 | 政宗（峯田大夢)、秀吉（小笠原仁）、光秀（岡本信彦）、家康（美藤大樹）、織田信長（神尾晋一郎）                                                    | 「DEVIL ASYLUM」                                          | 『マガツノート』関連曲   |
| 8月2日   | マガツノート 1st Single「DEVIL ASYLUM」 | 政宗（峯田大夢)、光秀（岡本信彦）、家康（美藤大樹）                                                                                              | 「クソったれが」                                          | 『マガツノート』関連曲   |

## ライブ・イベント

### 合同ライブ
| 出演日             | タイトル                                                                               | 会場                             |
| ------------------ | -------------------------------------------------------------------------------------- | -------------------------------- |
| 2018年2月14日      | 『Readyyy!』プロジェクト2月14日制作発表vol.1                                           | 六本木ニコファーレ（東京都）     |
| 2018年3月14日      | 『Readyyy!』プロジェクト3月14日制作発表Vol.2                                           | 六本木ニコファーレ（東京都）     |
| 2018年4月14日      | 【セガフェス2018】『Readyyy!』ゴー☆ルドステージ Vol.0 〜僕ら、本格始動します！〜       | ベルサール秋葉原（東京都）       |
| 2018年4月28日      | 『Readyyy!』ゴー☆ルドステージ Vol.1 〜僕ら、明日に向かって歌います！〜                 | 原宿クエストホール（東京都）     |
| 2018年5月13日      | 『Readyyy!』ゴー☆ルドステージ Vol.2 〜僕ら、晴れやかにおもてなしします！〜             | よみうりホール（東京都）         |
| 2018年6月3日       | 『Readyyy!』ゴー☆ルドステージ Vol.3 〜僕ら、雨ニモマケズおもてなしします！〜           | よみうりホール（東京都）         |
| 2018年7月16日      | 『Readyyy!』ゴー☆ルドステージ Vol.4 〜僕ら、夏の太陽より熱くおもてなしします！〜       | よみうりホール（東京都）         |
| 2018年7月21日      | 『Readyyy!』ゴー☆ルドステージ Vol.4.5 〜僕ら、池袋で2日間おもてなしします！〜          | セガ池袋GiGO 7F（東京都）        |
| 2018年8月26日      | 『Readyyy!』ゴー☆ルドステージ Vol.5 〜僕ら、夜空の花火よりも盛大におもてなしします！〜 | よみうりホール（東京都）         |
| 2019年5月11日      | Readyyy! Happyyy! Partyyy! 2019                                                        | 日本消防会館（東京都）           |
| 2019年8月14日      | ディアプロ夏祭り〜OTODAMA de ソイヤ！〜                                                | OTODAMA SEA STUDIO（神奈川県）   |
| 2020年2月8日       | Readyyy! 2nd anniversary LIVE "THE NEW MOMENT"                                         | 恵比寿 The Garden Hall（東京都） |
| 2021年3月13日,14日 | Readyyy! 3rd anniversary Live “LINK THE MOMENT”                                        | Yokohama 1000 CLUB（神奈川県）   |
| 2022年2月13日      | Readyyy! 4th Anniversary Live "Twinkle of Protostars"                                  | 豊洲ピット（東京都）             |

### ユニットメンバー
1. 1 2 3 4 5 6  明石達真（黒木陽人）、柳川彗（古田一晟）、綾崎小麦（安田駿）、折笠凛久（美藤大樹）
2. 1 2 3  久瀬光希（住谷哲栄）、錦戸佐門（長谷徳人）、五十嵐比呂（小宮逸人）、紺野梓（遠藤淳）、胡桃沢タクミ（観世智顕）
3. 1 2 3  藤原蒼志（澤田龍一）、伊勢谷全（大町知広）、真田淳之介（服部想之介）、高千穂亜樹（梅田修一朗）
4. 1 2 3  宗像十夜（近衛秀馬）、碓井千紘（小野将夢）、香坂安吾（三浦勝之）
5. 1 2 3  上條雅楽（榊原優希）、清水弦心（田中文哉）